# أولوجيو ساندوفال
أولوجيو ساندوفال (بالإسبانية: Eulogio Sandoval)‏ هو لاعب كرة قدم بوليفي، ولد في 14 يوليو 1922 في بوليفيا. شارك مع منتخب بوليفيا لكرة القدم. أما مع النوادي، فقد لعب مع ليتورال.

## وصلات خارجية
- أولوجيو ساندوفال على موقع الاتحاد الدولي (مؤرشف)  (الإنجليزية)
- أولوجيو ساندوفال على موقع عالم كرة القدم.نت (الإنجليزية)